# Вейцман, Эзер
Эзер Вейцман (15 июня 1924, Тель-Авив, Палестина — 24 апреля 2005, Кейсария, Израиль) — израильский военный и государственный деятель, президент Израиля с 13 мая 1993 по 13 июля 2000 года.

## Биография
Родился в Палестине, в семье уроженца Пинска, агротехника Хиеля Евзоровича Вейцмана (1892—1957), выпускника берлинской 3-годичной агрономической школы (1914), младшего брата первого президента Израиля Хаима Вейцмана. Участник Второй мировой войны (служил в Британской армии). Участник Войны за независимость, лётчик. В 1958—1966 годах был командующим ВВС Израиля. Он — второй (после Ицхака Навона) уроженец Израиля, занявший в Израиле президентский пост.
В 1969 году занялся политикой. Председатель правой партии «Херут». В 1977—1980 годах министр обороны в правительстве М. Бегина. Постепенно переходил на «левые» позиции. Вейцман был впервые избран на пост президента Израиля в 1993 году. Он стал первым президентом, кому пришлось сложить с себя президентские полномочия досрочно.
В 1998 году Кнессет переизбрал его на второй срок. Он ушёл в отставку в июле 2000 года в связи с обвинениями в коррупции. Несмотря на то, что Израиль — парламентская республика, Эзер Вейцман активно влиял на государственную политику.